# Conrado II de Babenberg

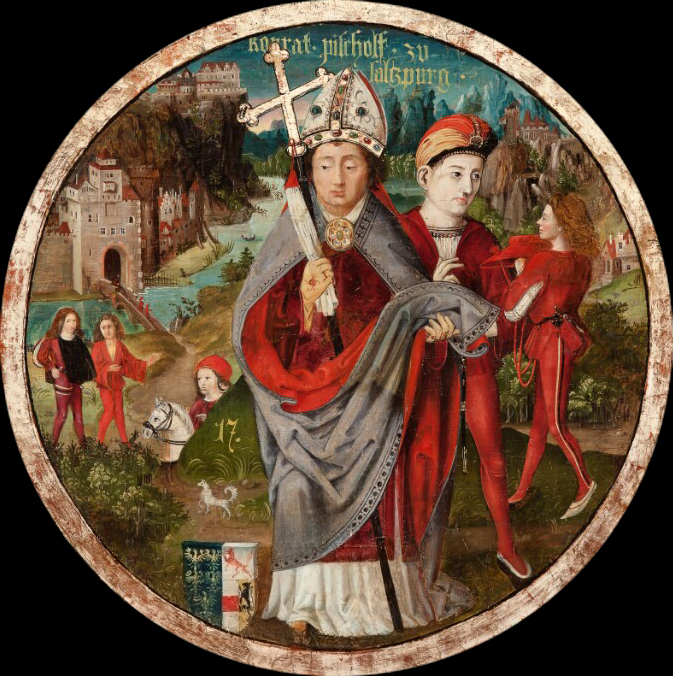
Arzobispo Conrado II de Salzburgo

Conrado de Babenberg (nacido alrededor de 1115; muerto el 28 de septiembre de 1168 en Salzburgo ) fue obispo de Passau y como Conrado II (Konrad II.) Arzobispo de Salzburgo.

## Vida
Conrado provenía de la poderosa familia austriaca Babenberg (predecesora de los Habsburgo en el dominio de Austria). Como hijo de Leopoldo III (que posteriormente fue canonizado) y Inés de Waiblingen, (que se volvió a casar), era hermano del famoso historiógrafo Otón de Frisinga y del duque Enrique Jasomirgott de Baviera y Austria, medio hermano del rey Conrado III y tío del emperador Federico Barbarroja. Conrado se convirtió en preboste de Utrecht en 1140 y preboste de Hildesheim en 1143. En 1148 se convirtió en obispo de Passau como Conrado I. En 1159 concedió a los ciudadanos de Sankt Pölten un privilegio jurisdiccional, lo que ha fomentado la controversia sobre si es la ley municipal más antigua de Austria.
El erudito y piadoso clérigo fue elegido arzobispo de Salzburgo el 29 de junio de 1164. En el cisma papal adoptó una posición muy cautelosa y evitó cualquier posición visible de apoyo a Alejandro III, mientras que la mayoría de los miembros del Capítulo de la Catedral de Salzburgo y de las reuniones ministeriales de Salzburgo habían tomado partido por Alejandro III. En 1164, Conrado también se negó decididamente a reconocer al antipapa imperial Pascual III, razón por la cual el emperador se negó a concederle las regalías, sin las cuales, según la opinión imperial, no podría tener derechos soberanos seculares en sus dominios como príncipe arzobispo. A esto siguieron repetidas solicitudes del emperador para unirse a su partido. En Nuremberg, a principios de 1166, Conrado fue acusado de haber tomado posesión ilegal del arzobispado, pero por el momento no hubo condena. El 29 de marzo de 1166, el emperador, que residía en Laufen en Salzburgo, impuso una prohibición imperial a la arquidiócesis de Salzburgo. Salzburgo tuvo que pasar en los años siguientes una dura prueba que un contemporáneo describió como una “historia de desastres” (historia calamitatum). Todos los feudos de Salzburgo, así como sus propias propiedades, fueron otorgados por el emperador a partidarios imperiales leales. Cuando la ciudad de Salzburgo y su catedral se incendiaron en 1167, la culpa recayó en los poderosos condes de Plain, de quienes se decía que tenían la orden imperial de prender fuego a la ciudad. Después de los éxitos iniciales de Federico Barbarroja, que derrotó a Alejandro III con su fuerte ejército en 1167, Barbarroja tuvo que huir de regreso a Alemania después de una epidemia de malaria que azotaba al ejército alemán. El arzobispo de Salzburgo murió poco después del regreso del emperador a Alemania.